# Wiesław Nahurski
Wiesław Nahurski (ur. 22 października 1930 w Załużu, zm. 26 listopada 2024 w Sanoku) – polski nauczyciel.

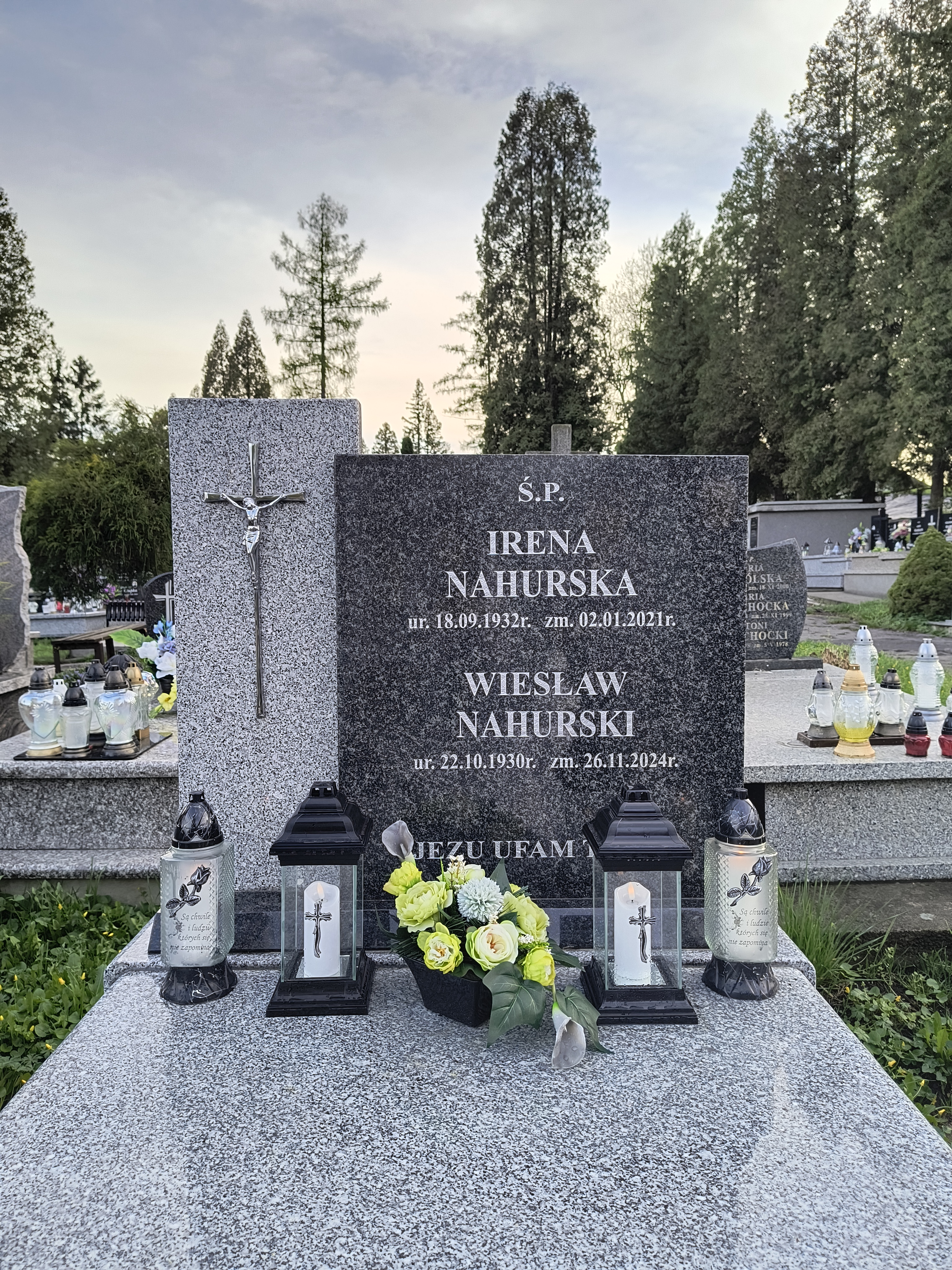
Grobowiec Ireny i Wiesława Nahurskich

## Życiorys
W szkołach ekonomicznych w Sanoku ukończył trzyletnie gimnazjum handlowe w 1949 oraz Technikum Administracyjno-Gospodarcze II stopnia w 1951 (wraz z nim w klasach byli Ryszard Borowiec i Krzysztofa Pastuszak – późniejsze małżeństwo i również nauczyciele w ZSE w Sanoku). Kształcił się w Wyższej Szkole Ekonomicznej w Szczecinie na studiach I stopnia oraz w Wyższej Szkole Ekonomicznej w Krakowie na studiach II stopnia uzyskując tytuł magistra ekonomii. Od 1955 do 1974 był nauczycielem w Zespole Szkół Ekonomicznych. Ponadto jako nauczyciel dochodzący w latach 60. pracował w Zasadniczej Szkole Zawodowej Sanockiej Fabryki Autobusów (uczył przedmiotów WOP, gospodarka przedsiębiorstw, organizacja produkcji). W ZSE pełnił funkcję zastępcy dyrektora od 1974 do 1990. W 1990 odszedł na emeryturę.
Był członkiem Miejskiego Komitetu Frontu Jedności Narodu w Sanoku.
Został pochowany na Cmentarzu Centralnym w Sanoku.

## Odznaczenia i nagrody
Odznaczenia
- Krzyż Kawalerski Orderu Odrodzenia Polski
- Złoty Krzyż Zasługi (1976)[11]
- Medal Komisji Edukacji Narodowej
- Medal 30-lecia Polski Ludowej (1975)[12]

Nagrody
- Nagroda Ministra Oświaty i Wychowania (1976)[11]
- Nagroda Ministra Oświaty i Wychowania I stopnia (zespołowa)[13]
- Nagroda Kuratora Oświaty i Wychowania